# Înfruntarea (film din 1997)
Înfruntarea (în engleză The Edge) este un film american thriller de supraviețuire din 1997, scris de David Mamet și regizat de Lee Tamahori, cu Anthony Hopkins și Alec Baldwin în rolurile principale. Intriga urmărește viața bogatului om de afaceri Charles Morse (Hopkins), a fotografului Bob Green (Baldwin) și a asistentului său Stephen (Harold Perrineau), care trebuie să călătorească prin intemperii și să încerce să supraviețuiască după ce avionul lor s-a prăbușit în sălbăticia din Alaska și sunt vânați de un urs Kodiak mare. Ursul Bart, un urs Kodiak dresat, cunoscut pentru aparițiile în mai multe producții de la Hollywood, apare în rolul sângerosului Kodiak, într-unul dintre ultimele sale apariții cinematografice.

## Rezumat
Miliardarul Charles Morse, fotograful Robert „Bob” Green și asistentul său Bob, Stephen, ajung într-o stațiune izolată din Alaska împreună cu soția lui Charles, Mickey, un fotomodel, și o echipă de fotografi. Styles, proprietarul cabanei, îi avertizează pe toți să nu lase mâncare afară, deoarece va atrage urșii. În timpul unei petreceri surpriză de ziua de naștere, Mickey îi dă lui Charles un ceas, în timp ce Bob îi dă un briceag de buzunar.
La o ședință foto, Charles îi observă pe Bob și Mickey flirtând de la distanță. Fără timp și cu un fotomodel lipsă, Bob decide să-l caute pe Jack Hawk, un vânător local. Charles, Bob și Stephen zboară spre casa lui Jack Hawk, doar pentru a găsi un bilet pe ușa sa care arată că se află la kilometri distanță, la vânătoare. Zboară spre locul unde ar trebui să fie bărbatul, dar avionul se lovește de un stol de păsări și se prăbușește într-un lac, ucigând pilotul. Charles, Bob și Stephen scapă din avionul care se scufundă și ajung pe malul lacului. În accident s-a pierdut și o carte pe care Charles a primit-o recent despre supraviețuirea în sălbăticie.
Cei trei bărbați strâng lemne pentru un foc și petrec noaptea lângă lac. Dimineața următoare, Charles folosește o busolă pentru a afla unde este sudul. Încep o drumeție în acea direcție, dar întâlnesc un urs Kodiak mascul enorm; acesta îi urmărește. Bob îl salvează pe Charles în timp ce fug peste un pod din bușteni, iar Charles are îndoieli cu privire la suspiciunile sale anterioare că Bob plănuia să-l omoare pentru a rămâne cu Mickey. Grupul continuă și descoperă că au mers în cerc și au ajuns înapoi la lac. Îndurerat, Stephen își distrage atenția realizând o suliță pentru a pescui. Își înjunghie accidental propriul picior, iar Charles se ocupă de rană. Noaptea, ursul, după ce a simțit mirosul de sânge, le atacă tabăra, devorându-l pe Stephen și alungându-i pe Charles și Bob.
Charles și Bob se adaptează la mediul dur; în timp ce privesc o veveriță cum cade într-o capcană pe care au construit-o, aud un elicopter de salvare zburând deasupra. Aleargă după acesta, dar nu reușesc să atragă atenția. Tensiunile cresc după ce Bob își exprimă dezgustul față de Charles și averea sa într-o ceartă. Charles îl respinge pe Bob, care se liniștește. Amândoi hotărăsc să se întoarcă pe jos la civilizație și să abandoneze orice speranță de a fi găsiți.
După ce merg pe jos, Charles și Bob ajung la un pârâu. Charles încearcă să prindă un pește, dar este atacat de urs și se întoarce la locul de campare pe care Bob îl aranjează. Ursul îi urmărește toată noaptea. Charles își dă seama că atâta timp cât acest lucru continuă, nu vor putea să caute lucruri esențiale și decide că trebuie să ucidă ursul pentru a supraviețui. A doua zi, cei doi îl ademenesc pe urs într-o capcană și încep o luptă directă cu sulițe. Ursul îl rănește pe Bob, dar Charles îl înjunghie, iar ursul se îndreaptă spre el. Se ridică pe picioarele din spate dar se prăbușește în sulița lui Charles. Charles și Bob ospătează și sărbătoresc după aceea.
Ceva mai târziu, acum prieteni buni, Charles și Bob dau peste o cabană goală de-a lungul unui râu. Charles vede o capcană afară. Înăuntru se află provizii, inclusiv o canoe, o pușcă și muniție. În timp ce Bob verifică dacă canoea este bună, Charles găsește o chitanță în cutia în care își ținea cuțitul. Chitanța conține informații care îi confirmă suspiciunile despre infidelitățile lui Mickey cu Bob. Charles îl confruntă subtil pe Bob, care îi dezvăluie că plănuiește să-l omoare pe Charles pentru Mickey. Înarmat cu pușca, Bob îi cere lui Charles să iasă afară, dar înainte să poată să-l împuște, Bob cade în capcana cu apă și este grav rănit. Charles refuză să-l omoare pe Bob și îl salvează din groapă pentru a-i îngriji rănile. Merg împreună în avalul râului cu canoea.
Charles se oprește și face un foc ca să-l țină de cald lui Bob. Bob își cere scuze că l-a trădat pe Charles și spune că Mickey nu știe că intenționa să-l ucidă. Un elicopter apare în depărtare, iar Charles reușește să-i atragă atenția, dar Bob moare datorită rănilor sale când elicopterul se apropie. Înapoi la cabană, Charles îi dezvăluie soției sale că este conștient de trădarea ei, dându-i ceasul de mână al lui Bob, un cadou incriminator pe care Mickey i-l dăduse lui Bob. Când este întrebat de presă despre cum au murit tovarășii săi, Charles spune emoționat: „Au murit salvându-mi viața”.

## Distribuție
- Anthony Hopkins – Charles Morse
- Alec Baldwin – Bob Green
- Harold Perrineau – Stephen
- Elle Macpherson – Mickey Morse
- L.Q. Jones⁠(d) – Styles
- Kathleen Wilhoite⁠(d) – Ginny
- David Lindstedt – James
- Mark Kiely⁠(d) – The Mechanic
- Eli Gabay⁠(d) – Jet Pilot
- Larry Musser – Amphibian Pilot
- Gordon Tootoosis⁠(d) – Jack Hawk
- Kelsa Kinsly – Reporter
- Bart the Bear⁠(d) – Ursul Kodiak

## Producție
Filmările principale au început la 19 august 1996, în principal în Alberta: în Parcul Național Banff, Canmore, Edmonton, Thunderstone Quarries, Fortress Mountain Resort și Studiourile Allarcom. Scene suplimentare au fost turnate în Parcul Național Yoho și Golden, ambele în Columbia Britanică. Filmările s-au terminat la 22 noiembrie 1996.
Filmările sunt discutate de Art Linson⁠(d) în cartea sa din 2002, What Just Happened? (Ce tocmai s-a întâmplat?), ecranizată ulterior ca un film omonim cu Robert De Niro în rolul principal. Inițial denumit Bookworm, scenariul a fost refuzat de Harrison Ford și Dustin Hoffman înainte ca Alec Baldwin să se hotărască pentru rolul lui Green. De Niro a arătat un oarecare interes pentru rolul lui Morse, dar în cele din urmă a refuzat. 
Ca mulți alți actori care au lucrat cu Ursul Bart, Baldwin a fost extrem de impresionat de cât de bine dresat și docil era ursul. În interviuri, el a dezvăluit că la filmări a fost îngrijorat că filmul nu va fi finalizat din cauză că Bart era foarte docil. La sfârșit, Baldwin a comentat că Bart „ar trebui să-i trimită monteurului un coș cu fructe în fiecare zi pentru că îl face să arate atât de înfricoșător”. Cât despre Hopkins, care a lucrat cu Bart la filmul Legendele toamnei (Legends of the Fall), acesta „a fost absolut genial cu Bart”, potrivit antrenoarei Lynn Seus, care a adăugat că Hopkins „l-a recunoscut și l-a respectat (pe Bart) ca pe un coleg actor. Petrecea ore întregi uitându-se la Bart și admirându-l. A jucat în multe dintre scenele sale cu Bart”. 
Cu trei luni înainte de lansarea filmului, studioul a simțit că Bookworm avea nevoie de un titlu mai comercial. Zeci de alte variante au fost luate în considerare, potrivit lui Linson, până când filmul a fost redenumit ca The Edge.
Filmul prezintă și pe fotomodelul australian Elle MacPherson, care începuse să joace roluri în filme cu câțiva ani înainte. După acest film, a avut un alt rol în Batman & Robin, cu toate că filmul respectiv avea să fie lansat în iunie 1997, cu trei luni înainte de The Edge. Într-un interviu din 2004, ea a spus că nu a avut niciodată ambiții de a deveni actriță și a jucat în filme ca The Edge în timp ce a luat o pauză temporară de la modelling. MacPherson a mai adăugat că i-a plăcut experiența de a lucra cu Anthony Hopkins, descriindu-l în 2004 ca „un adevărat gentleman”.
The Edge a fost filmat în Alberta, Canada, în condiții de ger. Elle Macpherson a fost obligată să joace o scenă lungă într-o ținută nativă americană din mărgele, pene și șal din piele întoarsă. „Repeți având o haină pe tine și apoi trebuie să o dai jos”, a comentat ea. „Simți cea mai rece senzație sub brațe. Nu vrei să-ți mai descoperi niciodată brațele.”

## Muzică
Coloana sonoră a filmului a fost compusă de Jerry Goldsmith, care a lucrat îndeaproape cu regizorul Lee Tamahori pentru a realiza o coloană sonoră mai diversă decât alte lucrări ale lui Goldsmith din anii 1990.
Inițial, coloana sonoră a fost lansată pe CD în 1997, odată cu lansarea filmului, de RCA Records.
La-La Land Records a publicat un tiraj limitat de 3500 de exemplare în iulie 2013. Noua lansare conține 25 de minute de muzică nelansată și remediază o problemă întâlnită la ediția RCA care afecta piesa „Rescued”, care conținea zgomote de foșnet în unele părți mai liniștite.
Albumul RCA Records:
1. Pierdut în sălbăticie (3:01) Lost In The Wild
2. Râpa (4:38) The Ravine
3. Păsări (2:24) Birds
4. Vânătorul puternic (1:34) Mighty Hunter
5. Cafea amară (3:03) Bitter Coffee
6. Urmărire (5:47) Stalking
7. Căderea morții (6:15) Deadfall
8. Râul (2:21) The River
9. Salvat (6:04) Rescued
10. Marginea (2:57) The Edge

Albumul La-La Land Records:
1. Sosire timpurie (1:32)* Early Arrival
2. Pierdut în sălbăticie (2:59) Lost In The Wild(s)
3. Un om norocos/Ușă deschisă (1:41)* A Lucky Man/Open Door (nu include izbucnirea orchestrală finală când „ursul” izbucnește prin ușă, care durează doar câteva secunde)
4. Vânătorul puternic (1:31) Mighty Hunter
5. Spiritul (0:36)* The Spirit
6. Păsări (2:22) Birds
7. Focul / Micul dejun (2:31)* The Fire / Breakfast
8. Omul bogat (0:58)* Rich Man
9. Râpa (4:36) The Ravine
10. Cafea amară (3:01) Bitter Coffee
11. Rană (1:38)* Wound
12. Moartea lui Stephen (2:26)* Stephen's Death (conține un final neutilizat de la 1:45 încolo)
13. The Cage / False Hope / No Matches (3:34)* (conține crossfade-uri între cele trei indicii, deși sunt separate în film)
14. Urmărire (5:46) Stalking
15. Căderea morții / Lupta cu urșii (6:21) Deadfall / Bear Fight
16. Descoperirea / Întoarce-ți spatele (5:01)* The Discovery / Turn Your Back (conține un scurt segment alternativ la 1:34 – 1:46)
17. Râul (2:26) The River
18. Salvat (6:03) Rescued
19. Titlu final (Pierdut în sălbăticie)(-ii) (1:59)* End Title (Lost In The Wild)(s)
20. Marginea (2:55) The Edge

1. False Hope (alternativă) (1:08)* (alternativă între 0:56 și 2:00 din piesa 13, cu mai multe percuții și o melodie suplimentară de alamă)
2. Rescued (final versiune film) (1:19)* (final alternativ al piesei 18, reflectând versiunea film)
3. The Edge (Alternate Take) (3:00)* (înregistrare alternativă a piesei 20)

```
* = Nelansată inițial
```

## Lansare
Filmul a avut premiera la Festivalul Internațional de Film de la Toronto din Canada la 6 septembrie 1997. A fost lansat în Statele Unite la 26 septembrie 1997 în 2.351 de cinematografe și a încasat 7,7 milioane de dolari americani în weekendul de deschidere. A avut încasări de 27,8 milioane de dolari americani în SUA și 15,4 milioane de dolari americani în străinătate, cu un total mondial de 43,3 milioane de dolari americani în cinematografe.
După lansarea inițială pe VHS, a fost lansat și pe DVD, iar la 20 de ani de la lansare, filmul a fost lansat și pe Blu-ray în SUA și Germania.
În 2019, Rupert Murdoch a vândut cea mai mare parte a activelor de film și televiziune ale 21st Century Fox către Disney, iar Înfruntarea a fost unul dintre filmele incluse în acord.

## Recepție
La lansare, a primit recenzii mixte spre pozitive din partea criticilor. Pe baza a 50 de recenzii colectate de Rotten Tomatoes, filmul a primit un rating de aprobare de 62%, cu un scor mediu de 6,3/10. Consensul este: „The Edge este un hibrid distractiv între dialogul inteligent al lui Mamet și acțiunea exuberantă în aer liber - deși, din păcate, îi lipsește la fel de multă acțiune incisivă ca antagonistul său blănos.”
Metacritic, care folosește o medie ponderată, a atribuit filmului un scor mediu de 66 din 100, pe baza a 29 critici, indicând recenzii „în general favorabile”.
Roger Ebert de la Chicago Sun-Times i-a acordat filmului 3 din 4 stele, scriind că cineaștii s-au descurcat bine neexagerând cu secvențele de acțiune, așa cum fac alte filme.